# Tjänstegrader i Chiles försvar och polis
Tjänstegrader i Chiles försvar och polis visar den hierarkiska ordningen i den chilenska försvarsmakten Fuerzas Armadas de Chile (armén, marinen, flygvapnet) och den paramilitär ordningspoliskåren – Carabineros de Chile - som administrativt lyder under försvarsdepartementet och operativt under inrikesministeriet, och i kriminalvården, Gendarmeria de Chile.

## Tjänstegrader och gradbeteckningar

### Officerare och vederlikar
| Svensk motsvarighet | Ejército de Chile   | Armada de Chile    | Fuerza Aérea de Chile     | Carabineros de Chile | Gendarmería de Chile  |  |
| ------------------- | ------------------- | ------------------ | ------------------------- | -------------------- | --------------------- |  |
| Fänrik              | Alferez             | Guardiamarina      | Alferez                   | -                    | Subteniente           |  |
| Fänrik              | Subteniente         | Subteniente        | Subteniente               | Subteniente          | Teniente 2º           |  |
| Löjtnant            | Teniente            | Teniente 2º        | Teniente                  | Teniente             | Teniente 1º           |  |
| Kapten              | Capitán             | Teniente 1º        | Capitán de Bandada        | Capitán              | Capitán               |  |
| Major               | Mayor               | Capitán de Corbeta | Comandante de Escuadrilla | Mayor                | Mayor                 |  |
| Överstelöjtnant     | Teniente Coronel    | Capitán de Fragata | Comandante de Grupo       | Teniente Coronel     | Teniente Coronel      |  |
| Överste             | Coronel             | Capitán de Navío   | Coronel de Aviación       | Coronel              | Coronel               |  |
| Brigadgeneral       | Brigadier           | Comodoro           | Comodoro                  | -                    | -                     |  |
| Generalmajor        | General de Brigada  | Contraalmirante    | General de Brigada Aérea  | General              | -                     |  |
| Generallöjtnant     | General de División | Vicealmirante      | General de Aviación       | General Inspector    | Subdirector Operativo |  |
| General             | General de Ejército | Almirante          | General del Aire          | General Director     | Director Nacional     |  |

### Underofficerare, manskap och vederlikar
| Svensk motsvarighet | Ejército de Chile | Armada de Chile        | Fuerza Aérea de Chile | Carabineros de Chile | Gendarmería de Chile |
| ------------------- | ----------------- | ---------------------- | --------------------- | -------------------- | -------------------- |
| Menig 1kl           | Soldado           | Grumete                | Soldado conscripto    | Carabinero           | Gendarme             |
|                     | -                 | -                      | -                     | -                    | Gendarme 2°          |
|                     | -                 | -                      | -                     | -                    | Gendarme 1°          |
|                     | Cabo              | Marinero 1º-Soldado 1º | Cabo                  | -                    | Cabo                 |
|                     |                   |                        |                       |                      |                      |
| Vicekorpral         | Cabo 2°           | Cabo 2°                | Cabo 2°               | Cabo 2°              | Cabo 2°              |
|                     |                   |                        |                       |                      |                      |
| Korpral             | Cabo 1°           | Cabo 1°                | Cabo 1°               | Cabo 1°              | Cabo 1°              |
|                     |                   |                        |                       |                      |                      |
| Sergeant            | Sargento 2°       | Sargento 2°            | Sargento 2°           | Sargento 2°          | Sargento 2°          |
| Förste sergeant     | Sargento 1°       | Sargento 1°            | Sargento 1°           | Sargento 1°          | Sargento 1°          |
|                     |                   |                        |                       |                      |                      |
| Fanjunkare          | Suboficial        | Suboficial             | Suboficial            | Suboficial           | Suboficial           |
| Förvaltare          | Suboficial Mayor  | Suboficial Mayor       | Suboficial Mayor      | Suboficial Mayor     | Suboficial Mayor     |
|                     |                   |                        |                       |                      |                      |